# Seznam biskupů diecéze San Pedro
Římskokatolická diecéze San Pedro byla ustavena v roce 5. června 1978 oddělením od území diecéze Concepción v Paraguayi. O dřívějších správcích území diecéze viz Seznam biskupů diecéze Concepción v Paraguayi.

## Kompletní seznam
1. Oscar Páez Garcete (1978-1993), poté biskup diecéze Alto Paraná
2. Fernando Armindo Lugo Méndez, S.V.D. (1994-2005), rezignoval, v roce 2008 zvolen prezidentem Paraguaye a laicizován
3. Adalberto Martínez Flores (od 2007)